# Parc des rapides (Tampere)
Pour les articles homonymes, voir Parc des Rapides.
Le parc des rapides (en finnois : Koskipuisto) est un parc situé en bordure des rapides de Tammer dans le quartier de Kyttälä à Tampere en Finlande,.

## Présentation
La rive était déjà indiquée comme parc dans le premier plan d'urbanisme de Kyttälä élaboré par l'architecte de la ville Frans Ludvig Calonius en 1886.
La construction du parc a commencé à la fin des années 1890 en même temps que la nouvelle construction à Kyttälä, et elle a été achevée au tournant du siècle.
La zone du parc s'étendait également au sud de Hämeenkatu, mais la construction de la 
route d'Hatanpää et du pont du Häme dans les années 1920 et 1930 a considérablement réduit sa partie sud.
Aujourd'hui, la zone verte au sud de Hämeenkatu est nommée parc de la filature.
Les rapides Tammerkoski et ses rives sont classés dans les Paysages nationaux de Finlande.

## Galerie

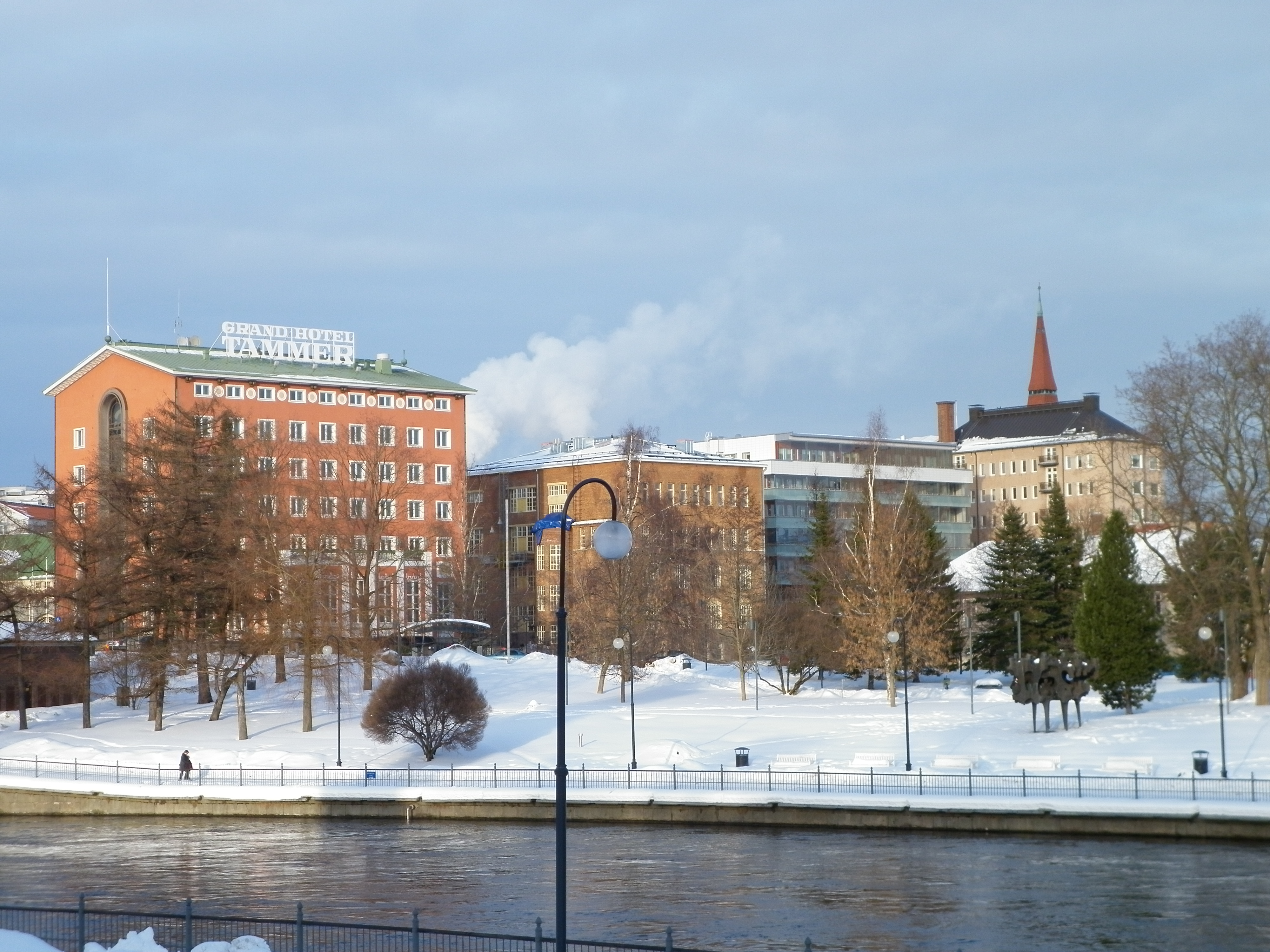
Hôtel Tammer.
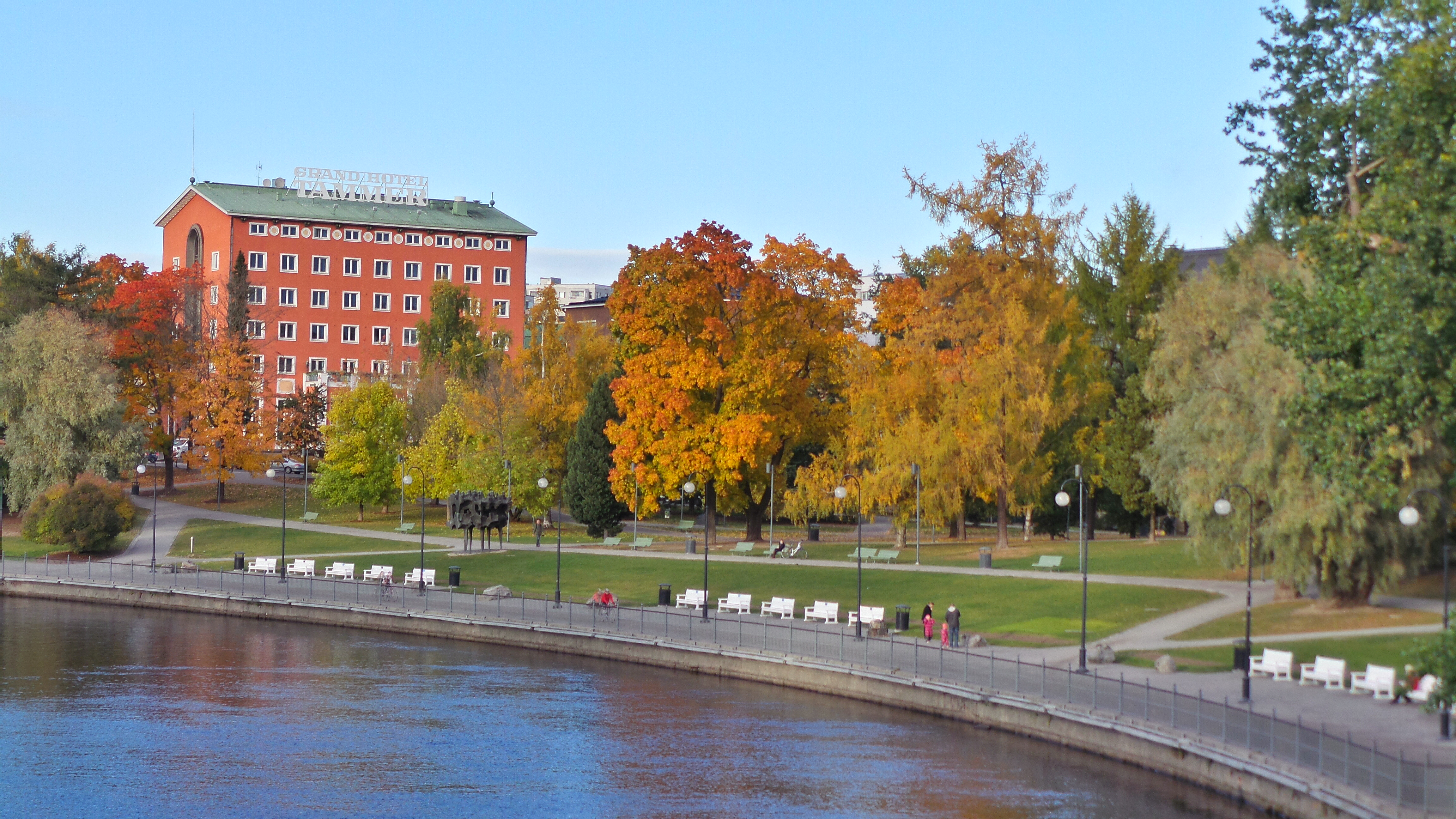
Koskipuisto et Hôtel Tammer.
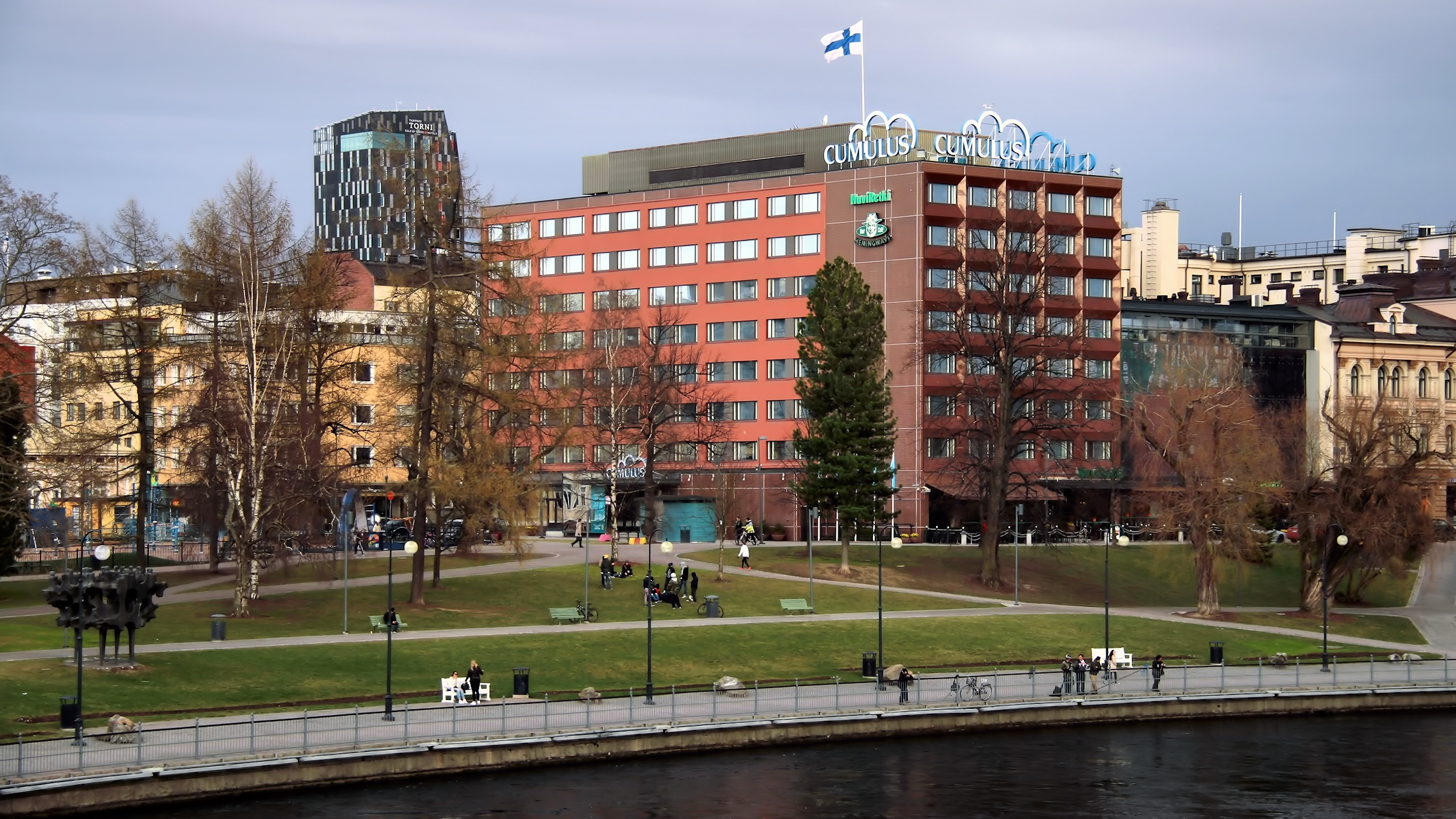
Le parc Koskipuisto.
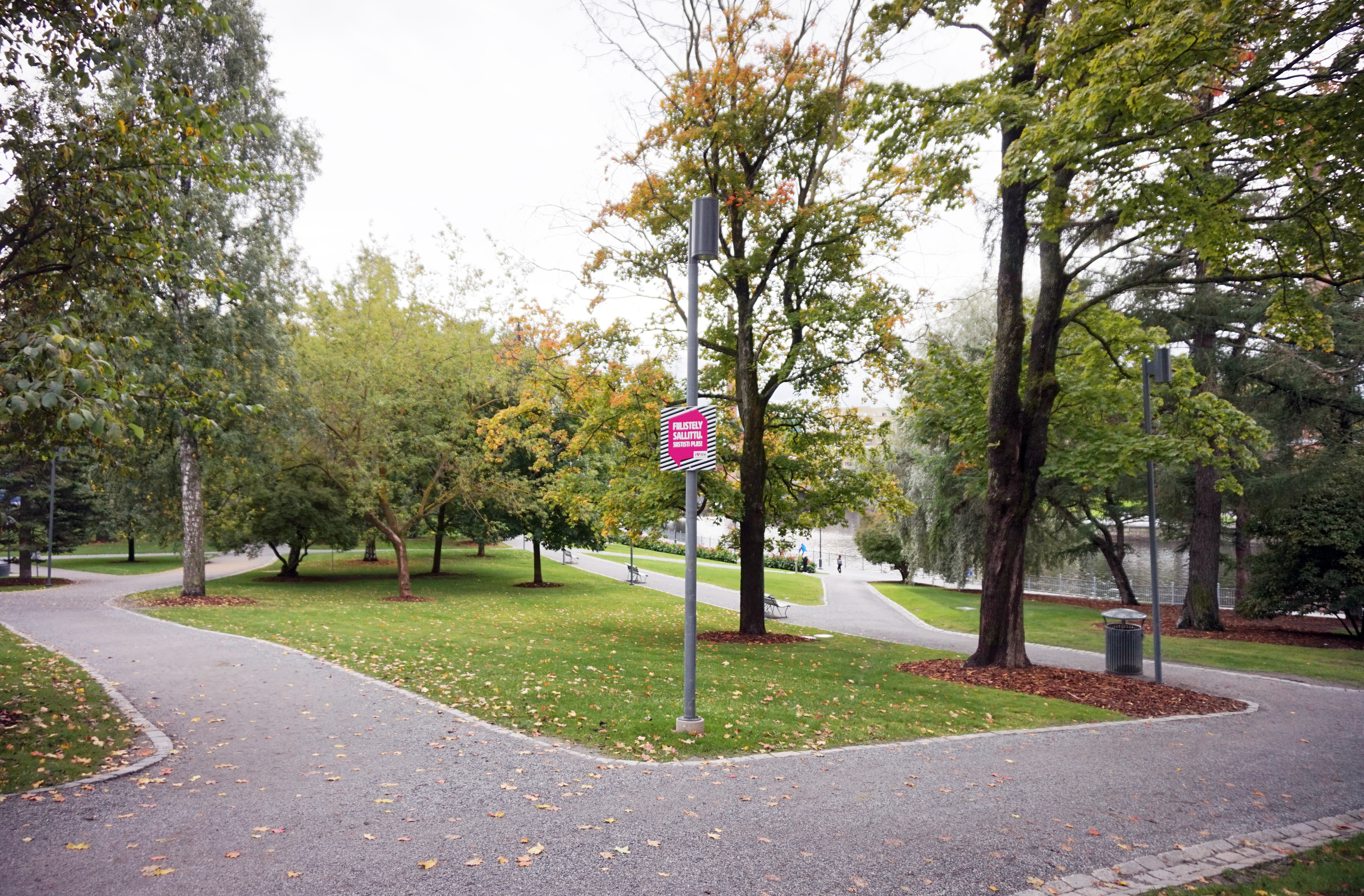
Le parc Koskipuisto.
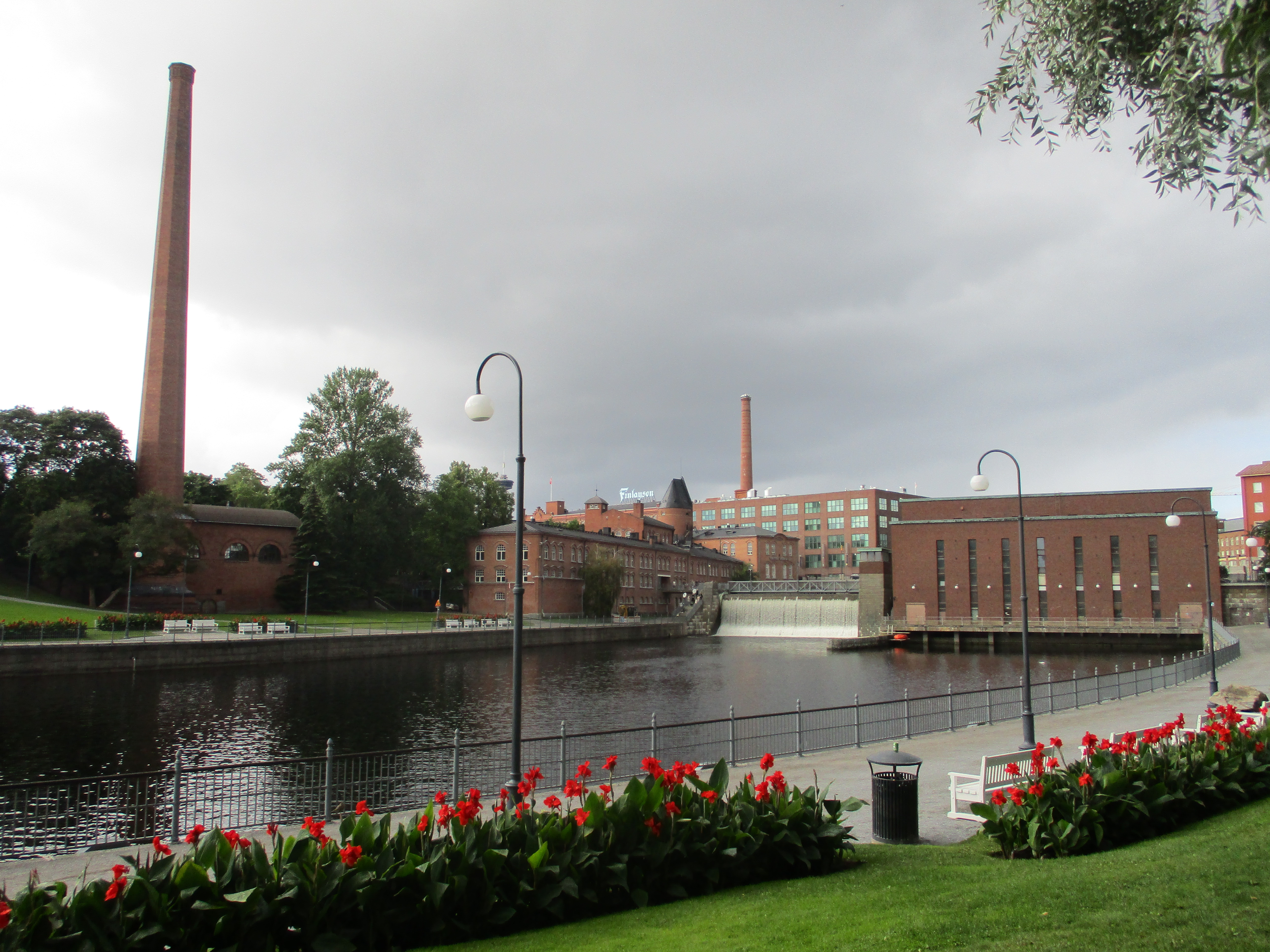
Le parc Koskipuisto.
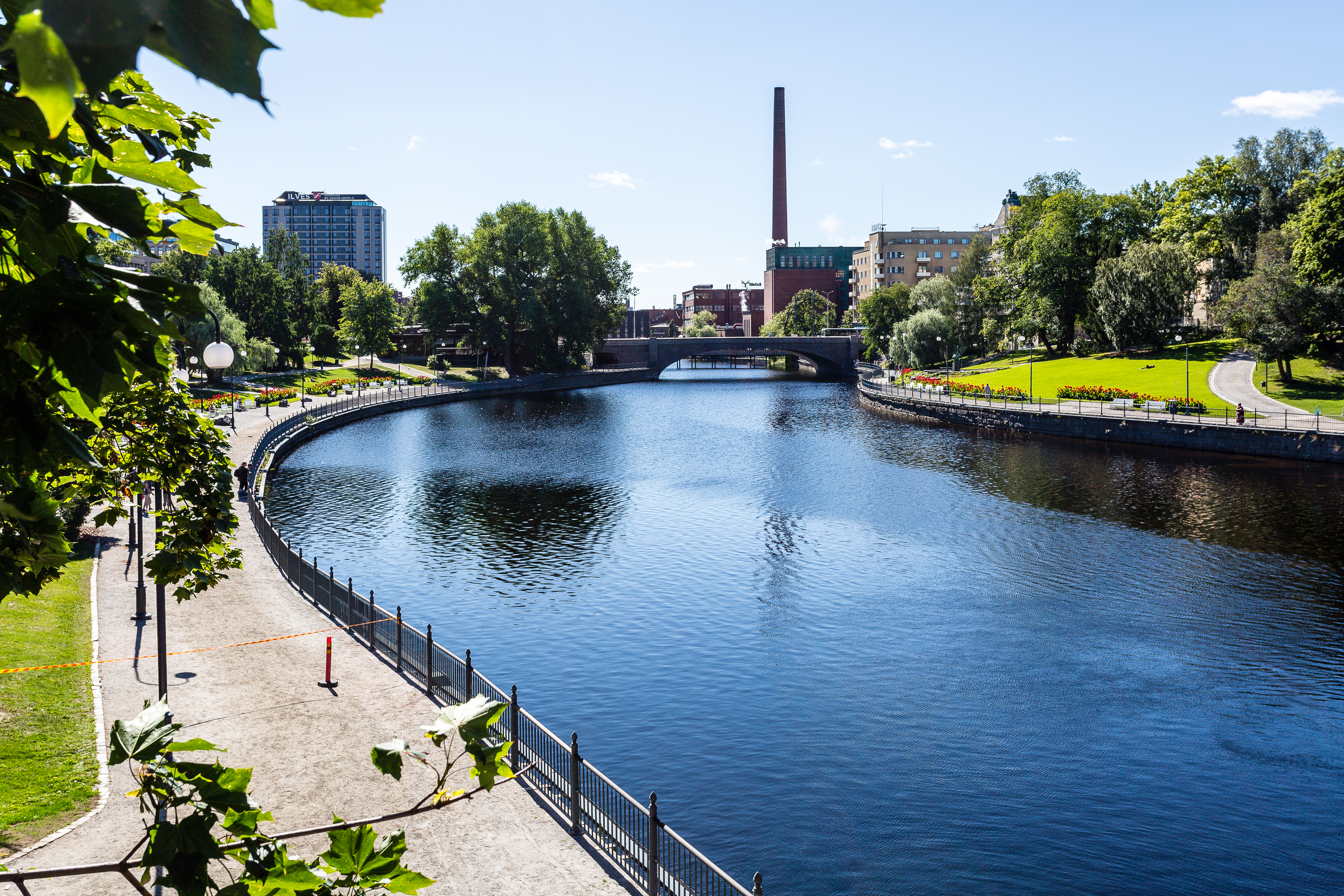
Le parc Koskipuisto.
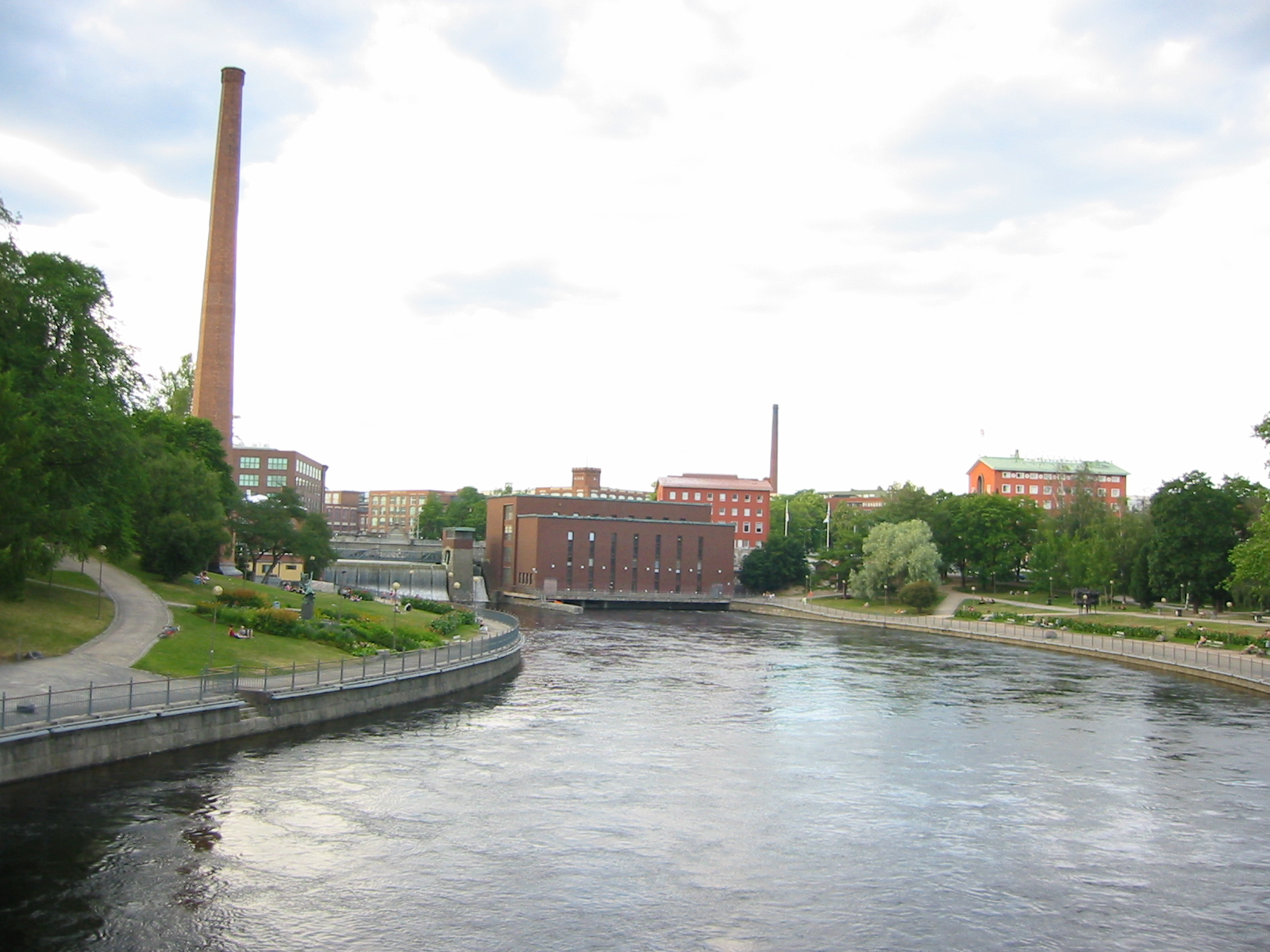
Tammerkoski et Koskipuisto.